# Тогенбургска коза
Тогенбургска коза е швейцарска порода коза с предназначение добив на мляко, месо и кожи.

## Разпространение
Породата е създадена в района на долината Тогенбург в Швейцария. Тя е приспособима порода към полу и планински условия на живот. Поради тази причина е разпространена в много страни. В България е внесена за първи път през 1995 г. с цел използването на породата за подобряване на млечните качества на местните кози.
Към 2008 г. броят на представителите на породата е бил 151 индивида.
Рисков статус – застрашена от изчезване.

## Описание
Тялото е хармонично със здрава костна система. Космената покривка е сиво-кафява. Имат характерни бели ивици около ноздрите, ушите, вимето и краката до скакателните стави. При много от животните космената покривка по гърба и задните крайници е по-дълга.
Вимето е много добре развито. По форма е овално, със средно дълги цицки и подходящо за машинно доене.
Козите са с тегло 45 – 52 kg, а пръчовете 60 – 70 kg. Плодовитостта им е 165 – 175%. Средната млечност за лактационен период е 620 – 680 l.